# Pseudocalliurichthys brevianalis
Pseudocalliurichthys brevianalis är en fiskart som först beskrevs av Fricke, 1983.  Pseudocalliurichthys brevianalis ingår i släktet Pseudocalliurichthys och familjen sjökocksfiskar. Inga underarter finns listade i Catalogue of Life.